# Priscila Barucci
Priscila Barucci é uma cantora e compositora brasileira.

## Biografia
Ela nasceu em São Paulo, mas mora em Goiânia. Formada em Gestão de Pequenas Empresas pela Faculdade Anhanguera, em Goiânia, Priscila se considera cantora como profissão. Mas a cantoria em shows não é seu único ganha-pão. Precoce, ela grava singles para rádio e TV desde os 10 anos de idade. Priscila Barucci já se apresentava em programas de TV e rádio aos quatro anos de idade. Aos seis, gravou seu primeiro disco. Descoberta por Bruno e Marrone, com quem passou a trabalhar como vocal de apoio, gravou o primeiro CD com a dupla em 1996, com a canção "Rei do rodeio".
Hoje, a artista tem mais de 20 músicas gravadas por diversos cantores e bandas, como KLB, Bruno e Marrone, Dudu Di Valença e Rodrigo, Jorge e Mateus, Luiz Cláudio e Giuliano, entre outros. O repertório de Priscila Barucci é eclético e vai do sertanejo ao axé, passando pelo som romântico da música popular brasileira.
Apesar de ter a vontade de seguir carreira como cantora de música sertaneja, Priscila também se identifica com outros estilos musicais como, por exemplo, o romântico: “Componho muito bem nesse estilo e creio que ele valoriza o meu timbre”, explica a moça. E a vaidade não pára por aí: “Sou arte em todas as formas, beleza e honestidade”.
Em 2005, participou do reality show Fama, na Rede Globo, tendo sido, injustamente a primeira finalista eliminada, após interpretar "Comitiva esperança" de Almir Sater. Priscila voltou a se apresentar no palco do Fama no episódio final, cantando "Os amantes", ao lado de Daniel.
Em junho de 2006, apresentou-se no programa regional Frutos da Terra, onde anunciou que seu segundo disco estava em fase finalização.

## Discografia
- (2010) Priscila Barucci - DVD